# Želízy
Želízy település Csehországban, a Mělníki járásban. Želízy Vysoká, Liběchov, Tupadly, Dolní Zimoř, Vidim és Kokořín településekkel határos. Lakosainak száma 520 fő (2024. január 1.).

## Népesség
A település lakosságának változását az alábbi diagram mutatja:
| Lakosok száma | 591  | 543  | 561  | 570  | 521  | 440  | 501  | 519  | 522  | 520  |
|               | 1869 | 1890 | 1921 | 1950 | 1980 | 2001 | 2017 | 2019 | 2022 | 2024 |